# Takashi Nagao (Politiker)

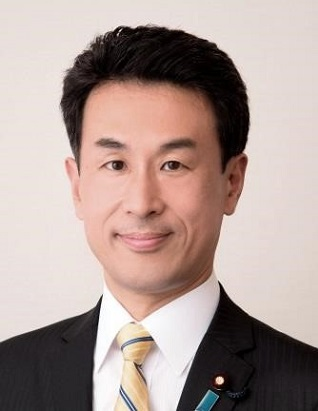
Takashi Nagao

Takashi Nagao (jap. 長尾 敬 Nagao Takashi; * 29. November 1962 in der Präfektur Tokio) ist ein japanischer Politiker (Demokratische Partei→Liberaldemokratische Partei) und war bis 2021 für den 14. Wahlkreis von Osaka Mitglied des Abgeordnetenhauses, dem Unterhaus der Nationalversammlung. Von 2018 bis 2019 (Kabinett Shinzō Abe IV (1. Umbildung)) war er parlamentarischer Staatssekretär im Kabinettsamt.
Nagao absolvierte 1986 die Ritsumeikan-Universität und wurde anschließend Mitarbeiter der Meiji-Lebensversicherung. 2002 verließ er das Unternehmen und wechselte in die Politik. Als Demokrat kandidierte er bei den Abgeordnetenhauswahlen 2003 und 2005 im Wahlkreis Osaka 14, unterlag aber beide Male dem liberaldemokratischen Amtsinhaber Takashi Tanihata. Erst im dritten Anlauf konnte er sich bei der landesweiten LDP-Erdrutschniederlage 2009 gegen Tanihata klar durchsetzen. Zur Abgeordnetenhauswahl 2012 wechselte Nagao zur LDP. Für diese unterlag er aber in Osaka 14 deutlich Tanihata (nun Nippon Ishin no Kai). 2014 verlor Nagao nur knapp um weniger als 2000 Stimmen und gewann mit dieser knappen Niederlage einen Sitz auf der LDP-Liste bei der Verhältniswahl in Kinki. 2017 gewann er mit weniger als 2000 Stimmen Vorsprung auf Tanihata. 2018 wurde er nach der Kabinettsumbildung des vierten Kabinetts Abe zum parlamentarischen Staatssekretär im Kabinettsamt. Bei der Abgeordnetenhauswahl 2021 unterlag Nagao deutlich Hitoshi Aoyagi (Nippon Ishin no Kai) und erreichte mit seinem Mehrheitswahlergebnis nur Platz 21 auf der LDP-Verhältniswahlliste in Kinki bei acht LDP-Sitzen insgesamt.